# Dean Foods
De Dean Foods Company was een Amerikaans zuivelbedrijf met hoofdzetel in Dallas (Texas). Het was de grootste producent van melk en een van de grootste voedings- en drankenbedrijven in de Verenigde Staten.

## Activiteiten
Dean Foods was een grote producent van melk en melkproducten in de Verenigde Staten. In 2018 behaalde het een omzet van bijna 8 miljard dollar. Hiervan werd bijna drie kwart behaald met de verkoop van melk en de rest met melkproducten, zoals ijs en room. De helft werd verkocht onder merknamen die tot het bedrijf behoorden en de andere helft onder private labels. Veruit de grootste klant was Walmart, die in 2018 zo'n 15% van de omzet vertegenwoordigde. Dean Foods telde zo'n 15.000 medewerkers.
In het algemeen staat de consumptie van melk al langere tijd onder druk. Verder had Dean Foods last van de inkoopmacht van de grootwinkelbedrijven. Zij gebruikten melk als een middel om klanten naar de winkel te lokken en boden daarom melk tegen een lage prijs aan. In de vijf jaren van 2014 tot en met 2018 had Dean Foods in drie jaren een verlies geleden, met een verlies van US$ 327 miljoen in 2018.
Op 12 november 2019 zocht het bedrijf bescherming onder Chapter 11, een soort surseance van betaling. Walmart heeft Dean Foods laten vallen als leverancier waardoor een groot deel van de omzet is weggevallen. Het bedrijf kampte met hoge schulden en de koers van de aandelen is gekelderd. Na de aanvraag heeft Dean Foods nog geld gekregen van bestaande banken, waaronder de Rabobank, waardoor het nog tijdelijk kan doorgaan met de activiteiten tot een koper is gevonden. De zuivelcoöperatie Dairy Farmers of America (DFA) is gepolst voor een overname. In februari 2020 bereikten partijen overeenstemming en het grootste deel van de activiteiten van Dean Foods zijn overgegaan naar DFA. DFA betaalde US$ 425 miljoen en dit geld is voornamelijk gebruikt om het faillissement van Dean Foods af te wikkelen.

## Geschiedenis
Dean Foods werd gesticht in 1925 door Samuel E. Dean, toen hij de Pecatonica Marketing Company overnam. Het bedrijf was gevestigd in Pecatonica in Illinois. In 1927 veranderde hij de naam in Dean Evaporated Milk Company. Er was gestage groei door tal van overnames, tot het bedrijf in 2001 zelf werd overgenomen door Suiza Foods Corporation.
Suiza werd pas opgericht in 1993 door Gregg L. Engles en Robert Kaminski, en had gedurende die korte periode een hoge vlucht genomen, onder meer door 40 acquisities. Suiza – Spaans voor Zwitserland – veranderde zijn naam in Dean Foods en bracht het hoofdkwartier over naar Dallas. De firma werd opgesplitst in twee divisies: DSD Dairy en WhiteWave-Morningstar, waarvoor er dagelijks 13.000 koelwagens op de baan zijn. In totaal zijn er ongeveer 100 locaties waar er zuivelproducten worden verwerkt.
In 2008 haalde Dean Foods een omzet van US$ 12,5 miljard en telde het 25.585 werknemers. Enkele merken zijn: Dean's (melk), Silk (sojamelk), Garelick (allerlei frisdranken), PET (o.a. ijs) en Meadow Gold. Meestal (grote) bedrijven die eerder zijn overgenomen en ook een breed gamma aanbieden, verspreid over heel het land.
In 2009 nam Dean Foods het Belgische bedrijf Alpro – voor € 325 miljoen of US$ 453 miljoen – over van de Vandemoortele Groep. Het werd een onderdeel van de WhiteWave-Morningstar dat de soja- en zuivelgerelateerde merkproducten groepeert. Door deze overname werd Dean Foods de wereldleider op het gebied van sojamelk en sojaproducten met een omzet van nagenoeg US$ 1 miljard. Alpro bleef een zelfstandige Europese afdeling, maar viel onder WhiteWave-Morningstar. Alpro, met vijf vestigingen in Wevelgem (België), Frankrijk, Nederland en Engeland, behaalde een omzet van € 265 miljoen in 2007.
In 2012 is WhiteWave Foods Company als zelfstandig bedrijf aan de New York Stock Exchange genoteerd. Het had een omzet van US$ 2,2 miljard in 2012, ongeveer 20% van de totale omzet van Dean Foods. Gregg Engles stapte bij de verzelfstandiging over naar WhiteWave en werd daar bestuursvoorzitter. Een jaar later verkocht Dean Foods de laatste aandelen in WhiteWave. In 2016 nam Danone de onderneming over, inclusief Alpro. Danone betaalde US$ 12,5 miljard, inclusief overgenomen schulden. Met deze overname verdubbelde de omzet van Danone in de Verenigde Staten. WhiteWave realiseerde een omzet van € 3,5 miljard met zuivelalternatieven zoals amandel- en sojamelk. 
In januari 2013 werd Morningstar verkocht. Dit bedrijfsonderdeel houdt zich bezig met langhoudbare melk en melkproducten. Het had een aandeel van zo'n 10% in de totale omzet van Dean Foods in 2011. Deze verkoop leverde zo'n US$ 1,5 miljard op Dean Foods gebruikte het geld om schulden af te betalen. Met deze twee verkopen, WhiteWave en Morningstar, daalde de omzet van Dean Foods van US$ 13 miljard in 2011 naar US$ 9 miljard in 2013.